# Bisdom Catanduva
Het bisdom Catanduva (Latijn: Dioecesis Catanduvensis) is een rooms-katholiek bisdom met als zetel Catanduva, in Brazilië. Het bisdom is suffragaan aan het aartsbisdom Ribeirão Preto.

## Geschiedenis
Het bisdom werd opgericht op 9 februari 2000, uit delen van de bisdommen Jaboticabal, Rio Preto en São Carlos. 

## Parochies
Het bisdom had in 2021 een oppervlakte van 4.601 km2 en telde 313.635 inwoners waarvan 68,8% rooms-katholiek was.

## Bisschoppen
- Antônio Celso Queiroz (9 februari 2000 - 21 oktober 2009)
- Otacílio Luziano Da Silva (21 oktober 2009 - 10 oktober 2018)
  - Eduardo Benes de Sales Rodrigues (apostolisch administrator: 10 oktober 2018 - 31 augustus 2019)
- Valdir Mamede (10 juli 2019 - 1 november 2023)
  - Luiz Carlos Dias (apostolisch administrator: 1 november 2023 - heden)
- sedisvacatie

Ribeirão Preto (aartsbisdom) · Barretos · Catanduva · Franca · Jaboticabal · Jales · São João da Boa Vista · São José do Rio Preto · Votuporanga